# Ahmad Awad bin Mubarak
Ahmad Awad bin Mubarak es un político yemení que ha sido el primer ministro de Yemen desde el 5 de febrero de 2024. También es el actual Ministro de Relaciones Exteriores de Yemen desde 2020. Anteriormente fue el embajador de Yemen en los Estados Unidos.

## Biografía
Mubarak nació en 1968 en Adén. Tiene tres hijos. Su padre era comerciante.
Recibió un doctorado en administración de empresas de la Universidad de Bagdad y es profesor en la Universidad de Saná.
En marzo de 2013, Bin Mubarak fue elegido secretario general de la conferencia de diálogo sobre la reconciliación nacional, compuesta por representantes de todos los partidos políticos y grupos cívicos, encargados de llevar a cabo las reformas. Fue disoludo en enero de 2014 después de respaldar un sistema político federal para el país. En ese momento era director de la oficina del presidente.
Después de que el gobierno yemení respaldado por Arabia Saudita bombardeara el norte del país, los hutíes, cuya patria tradicional está en el norte, cerca de la frontera saudí, protestaron en la capital, Saná. Los manifestantes armados se areguaron de las áreas gubernamentales. Este levantamiento llevó a la renuncia del primer ministro Mohammed Basindawa. Bin Mubarak fue ascendido de Jefe de Gabinete y nombrado Primer Ministro por el presidente Abd Rabbuh Mansur al-Hadi a pesar de la oposición hutí, citando la falta de un acuerdo oficial que resuelva el conflicto. Sin embargo, se retiró del puesto el 9 de octubre de 2014.
Bin Mubarak fue secuestrado por hombres armados que se cree que eran leales al expresidente Alí Abdalá Salé en Saná el 17 de enero de 2015.  Los huríes y los funcionarios del gobierno llegaron a un acuerdo el 21 de enero para poner fin a un estancamiento militar y político de meses de duración en la capital que, según se informó, incluiría la liberación de bin Mubarak, pero el acuerdo se derrumbó rápidamente cuando Hadi y sus ministros renunciaron bajo la presión de los rebeldes. Según se informa, fue liberado en la Gobernación de Shabwah el 27 de enero, diez días después de su secuestro.
El 3 de agosto de 2015, fue nombrado embajador de Yemen en los Estados Unidos y también fue nombrado embajador ante las Naciones Unidas en 2018.
El 5 de febrero de 2024, el Consejo de Liderazgo Presidencial  reconocido internacionalmente nombró a Bin Mubarak como Primer Ministro, en sustitución de Maeen Abdulmalik Saeed.